# Neritodes verrucata
Neritodes verrucata är en fjärilsart som beskrevs av Achille Guenée 1858. Neritodes verrucata ingår i släktet Neritodes och familjen mätare. Inga underarter finns listade i Catalogue of Life.